# Danny Green
Pour les articles homonymes, voir Danny Green (homonymie).
Danny Green, né le 26 mai 1903 à Londres et mort en 1973, est un acteur britannique.

## Filmographie partielle
Cinéma
- 1934 : The Fire Raisers de Michael Powell : un homme de main de Stedding
- 1935 : Things Are Looking Up d'Albert de Courville
- 1955 : L'Enfant et la Licorne (A Kid for Two Farthings) de Carol Reed : Bully Bason
- 1955 : Tueurs de dames (One-Round) de Alexander Mackendrick : Monsieur Lawson
- 1957 : Police internationale (Interpol) de John Gilling : le second barman
- 1958 : Le Septième Voyage de Sinbad (The 7th Voyage of Sinbad), de Nathan Juran : Karim
- 1959 : Fils de forçat (Beyond This Place) de Jack Cardiff : Roach
- 1963 : The Old Dark House de William Castle : Morgan Femm

Télévision
- 1958 :  Ivanhoé : 1 épisode : Face to Face (série) : Black Gordon